# دنجي (زورق)

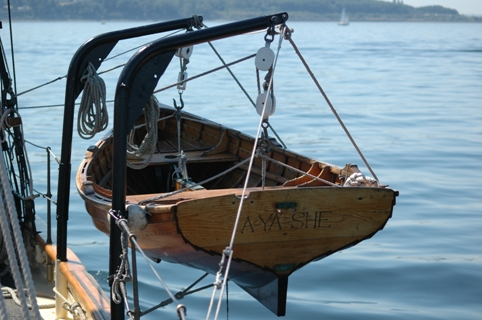
دنجي سكونة المُغامرة

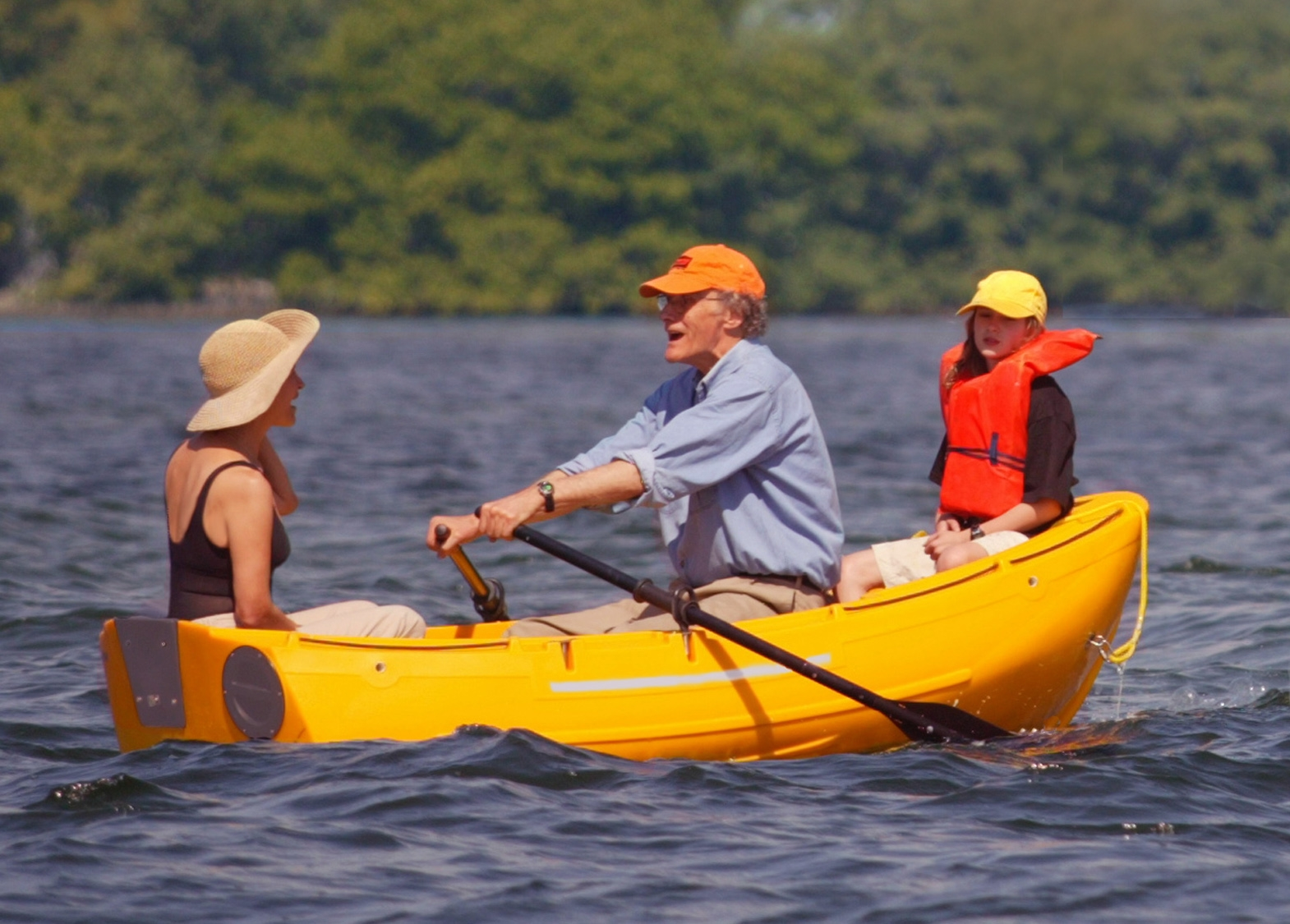
دنجي أمان

الدِّنجِيّ هو نوع من القوارب الصغيرة يَغلبُ أن تحملها أو تجرّها سفينة أكبر لاستخدامها في مركب انتقال [الإنجليزية]. عادة ما تكون دنجي الخدمة زوارقً تجديف أو بها محرك خارجي. بعضها مُجهز للإبحار لكنها تختلف عن الشخطورة، التي صممت أولاً وقبل كل شيء للإبحار. الاستخدام الرئيس للدنجي هو النقل من القوارب الكبيرة خاصةً عندما يتعذر على القارب الأكبر أن يرسو في ميناء أو حوض بحجم مناسب.